# Hasan Ağa
Hasan Ağa war der Siegelbewahrer des Großwesirs Köprülü Fâzıl Ahmed Pascha und der Verfasser der Feldzugs-Tagebücher, die die Ungarnfeldzüge 1663 und 1664 umfassen.

## Leben und Werk
Er hat die beiden wichtigsten Feldzüge seines Herren, nach Ungarn und nach Kreta, nicht nur begleitet, sondern darüber auch ein vollständiges Tagebuch verfasst. Er hat aber nicht selbst seinen Originaltext herausgegeben, sondern diesen überarbeiten lassen. Der Bearbeiter, dessen Identität von der Literaturwissenschaft bis heute nicht zweifelsfrei geklärt werden konnte, gab dem Werk den Titel „Die Kleinodien der Historien“ (Cevâhirü't-tevârîh). Allerdings hat er viele Ortsnamen, die Hasan Ağa als Teilnehmer und Aussteller der Schutzbriefe ja geläufig sein mussten, zum Teil stark verballhornt und orthographische Fehler gemacht. Fünf Handschriften werden derzeit am meisten zu Forschungszwecken verwendet, die aber auch noch in ihren Schreibfehlern voneinander erheblich abweichen:
1. die Handschrift in der Österreichischen Nationalbibliothek in Wien Nr. 1070
2. die Handschrift in der Österreichischen Nationalbibliothek in Wien Nr. 1071
3. die Handschrift in der Süleymaniye-Kütüphanesi (Bibliothek) in Istanbul, Es'ad Efendi Nr. 2242
4. die Handschrift in der Köprülü-Kütüphanesi (Bibliothek) in Istanbul Nr. 231
5. die Handschrift in der Bibliothek des Topkapı Sarayı in Istanbul Nr. R(evan) 107

Nach der Einleitung in der letzten Handschrift war der anonyme Bearbeiter Imam der Sultansmoschee der Burg am Ibar (im Osten von Montenegro). Der Übersetzer Erich Prokosch hat diese Handschriften für sein im Literaturverzeichnis angeführtes Buch verwendet.
„Unseres Herren Ahmed Pascha Gerechtigkeitssinn und Regierungskunst, Umsicht und Klugheit waren allbekannt und niemand sonst war befähigt, das Amt des Großwesirs zum übernehmen. Deshalb berief ihn nun der Padischah zu sich und sagte: ‘Ich übertrage dir hiermit das Amt des Großwesirs, Allah der Allerhabene mache dir deine Aufgabe leicht!“
Der österreichische Orientalist Joseph von Hammer-Purgstall hat das Tagebuch des Hasan Ağa für den Band VI seines Werkes Geschichte des Osmanischen Reiches verwendet und ausführlich zitiert.